# Klaus Windeck

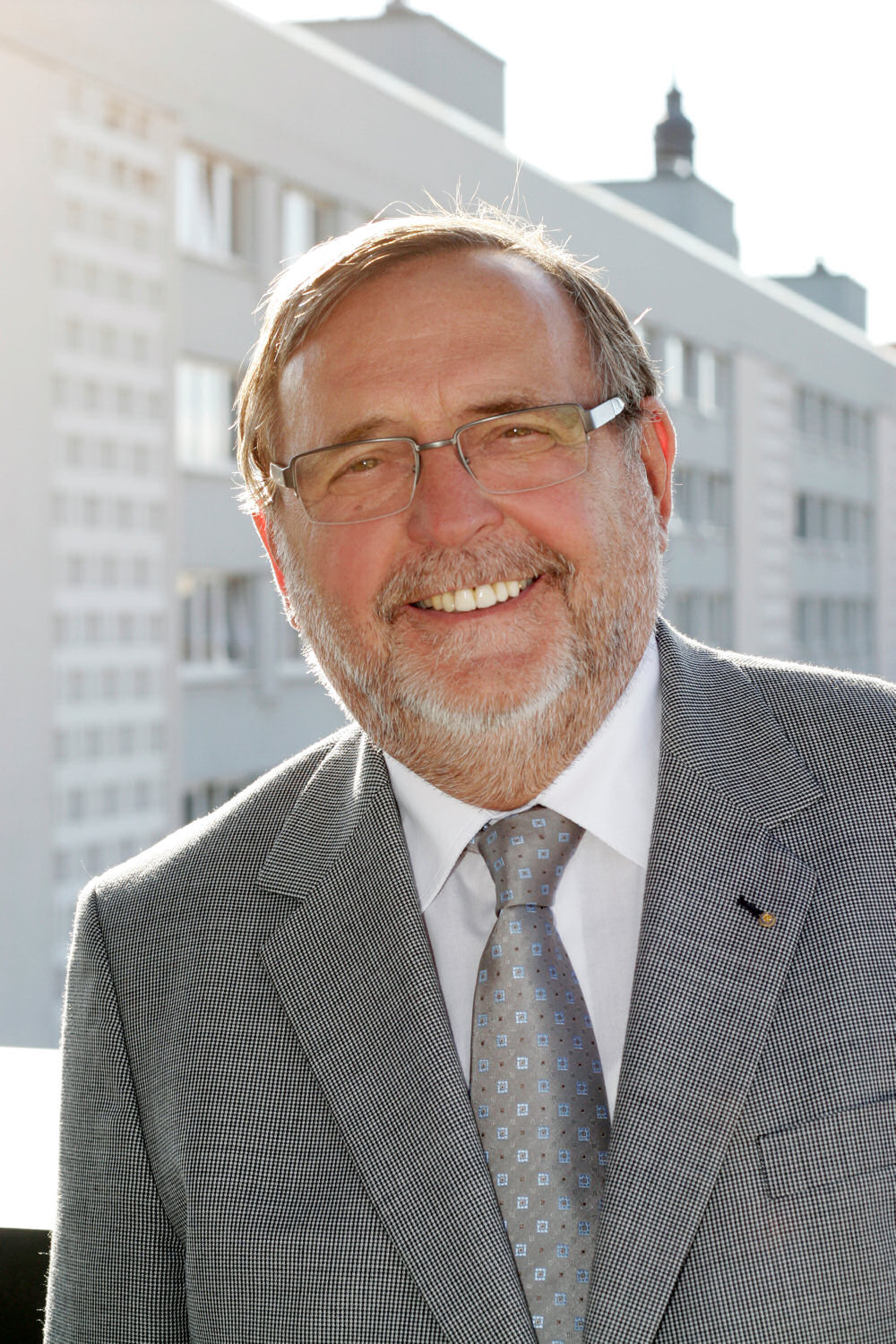
Klaus Windeck (2005)

Klaus Otto Karl Windeck (* 6. Mai 1941 in Brandenburg an der Havel) ist ein deutscher Unternehmer. Er war u. a. Präsident der Handwerkskammer Potsdam und Präsidiumsmitglied des Zentralverbandes des Deutschen Handwerks.

## Leben und Wirken
Klaus Windeck wurde als Sohn eines Schlossermeisters geboren. Nach Abschluss der Lehre zum Kunst- und Bauschlosser in Potsdam-Babelsberg und der Fortbildung zum Meister legte er 1960 die Meisterprüfung zum Schlossermeister ab. Später studierte er Fertigungstechnik im Fernstudium in Magdeburg und erwarb 1974 den Ingenieurabschluss in der Fachrichtung „Technologie der metallverarbeitenden Industrie“.
Windeck übernahm 1961 den Familienbetrieb Metallbau Windeck in Brandenburg und entwickelte das Unternehmen zur Wende im Rahmen der damaligen Möglichkeiten. Als Schlossermeister fertigte er Fenster und Türen sowie Fassaden. Nach der Wende erweiterte er das Unternehmen gemeinsam mit seinem Sohn Oliver Windeck.
Windeck war von 1964 bis 1989 Vorstandsvorsitzender der Einkaufs- und Liefergenossenschaft Metall Brandenburg und ab 1980 Obermeister der Innung für die Berufsgruppe Schlosser/Schmiede im Land Brandenburg. Nach der Wende wurde er 1990 Präsident der Handwerkskammer Potsdam und hatte diese Position bis 2007 inne. In diesem Amt wurde unter anderem das Bildungszentrum in Götz für die handwerkliche Ausbildung in der Region Westbrandenburg erbaut.
Ebenso vertrat er von 1990 bis 1993 die Interessen und Entwicklung des Handwerks im Präsidium im Zentralverband des deutschen Handwerks und wurde 1996 erneut für eine weitere Periode in das Präsidium gewählt.

## Politik
Während der DDR-Zeit war Windeck Mitglied in der Liberal-Demokratische Partei Deutschlands. 2008 kandidierte er bei der Kommunalwahl der Stadt Brandenburg an der Havel für FDP.

## Engagement
Windeck engagierte sich in lokalen Vereinen. Er förderte soziale und künstlerische Projekte sowie Engagement für die Umwelt. Er unterstützte die Wredowsche Zeichenschule Brandenburg, die Galerie „Sonnensegel“, die Musikschule und die Karnevalisten als Mitglied des Senats des Brandenburger Karneval-Clubs. Besondere Aufmerksamkeit schenkte er viele Jahre dem Förderverein des Naturschutzzentrums Krugpark.

## Veröffentlichungen
- mit Jörg Dombrowski: Klaus Windeck – ein Handwerk, eine Stimme, Autobiografie, 2019[8][1]

## Auszeichnungen
- 2016: Sonderpreis Zukunftspreis Brandenburg[9]
- 2006: Verdienstorden des Landes Brandenburg[7]
- 1995: Bundesverdienstkreuz[10]
- 1993: Handwerkszeichen in Gold durch den ZDH